# Manicina
Genre
Manicina est un genre de coraux durs de la famille des Faviidae.

## Liste d'espèces
Le genre Manicina comprend les espèces suivantes :
| Selon World Register of Marine Species (10 juillet 2015) : - Manicina areolata Linnaeus, 1758 | Selon NCBI (10 juillet 2015) : - Manicina areolata |